# Трговина људима у Словачкој
Словачка Република је ратификовала Протокол за спречавање, сузбијање и кажњавање трговине људима, посебно женама и децом, у септембру 2004.
Словачка је 2008. била земља из које су потицале жртве, транзитна земља као и ограничена дестинација за жене и девојке из Молдавије, Украјине, Бугарске, Балкана, Балтика и Кине које су транспортоване у Немачку, Аустрију, Чешку Републику, Швајцарску, Шведску, Италију, Холандија, Шпанија, Португал, Хрватску и Словенију у сврху комерцијалне сексуалне експлоатације.
Мушкарци из Вијетнама су кријумчарени у Словачку ради принудног рада. Ромкињама и девојчицама из Словачке се интерно тргују ради сексуалне експлоатације.
Влада Словачке Републике не поштује у потпуности минималне стандарде за елиминацију трговине људима; међутим, улаже значајне напоре да то учини. Влада је издвојила 91.000 долара за напоре у борби против трговине људима 2007. године, што је повећање са 60.000 долара у 2006. У фебруару 2008, полиција је почела да истражује први идентификовани случај трговине радном снагом у земљи у који је било укључено осам вијетнамских држављана који су били приморани да раде у фабрици цигарета у Братислави. Влада је такође учинила напоре да побољша идентификацију жртава и упућивање помоћи.
У извештају ГРЕТА за 2020. наведено је да влада Словачке прави позитивне промене у борби против трговине људима, али да је потребно учинити више, посебно када се истражују оптужбе.
У 2023. години, Индекс организованог криминала дао је земљи оцену 5 од 10 за трговину људима.